# Gynoplistia (Gynoplistia) kaoota
Gynoplistia (Gynoplistia) kaoota is een tweevleugelige uit de familie steltmuggen (Limoniidae). De soort komt voor in het Australaziatisch gebied.